# 松村敏弘
松村 敏弘（まつむら としひろ）は日本の経済学者。大阪大学社会経済研究所助手、東京工業大学助教授を経て、現在東京大学社会科学研究所教授。東京大学経済学研究科博士課程修了。博士（経済学）。専門分野は産業組織論、公共経済学、法と経済学、Regional Science、応用ミクロ経済学。経済学理論においては、寡占ゲームにおける内生的タイミング、空間的競争と製品差別化について業績がある。

## 受賞
- 2014年9月 東京大学公共政策大学院 GRASPP'S OUTSTANDING PROFESSOR AWARD
- 2015年10月 日本学術振興会 科研費審査委員表彰[2]
- 2016年6月 日本応用経済学会学会賞[3]。